# Leonardo Andollo Valdés
Leonardo Ramón Andollo Valdés (El Cerro, 6 de noviembre de 1945-La Habana, 3 de mayo de 2024) fue un militar cubano con rango de general, que ocupó el cargo de Segundo Jefe del Estado Mayor General de las Fuerzas Armadas Revolucionarias de Cuba.

## Vida militar
Fue partícipe en las actividades revolucionarias contra el gobierno de Fulgencio Batista. Andollo Valdés, fue uno de los fundadores de los Comités de Defensa de la Revolución. Colaboró en contra de la Rebelión del Escambray y en 1961 perteneció a la Sección de Ingeniería del Estado Mayor General de las Fuerzas Armadas Revolucionarias.
Fue enviado a la Unión Soviética para estudiar Ingeniería Militar y reforzar sus estudios. Formó parte del contingente cubano en la Guerra civil etíope. Fue jefe de Ingeniería del Ejército Occidental; jefe de la Dirección de Ingeniería Militar; Segundo Jefe del Estado Mayor General y jefe de la Dirección de Operaciones, además de diputado a la Asamblea Nacional del Poder Popular en la VII Legislatura.